# 親台派
親台派（しんたいは、英: Pro-Taiwanese）とは、中華民国ないし台湾に対して好意的な人物を指す呼称である。反共主義の立場から中華民国（中国国民党）に好意的なのか、台湾独立支持（中華民国否認）の立場から台湾（泛緑連盟派）に好意的なのかで意味が大きく変わる点に注意が必要である。
なお、類義語として「親華派」があるが、こちらは中華民国に好意的な人物のみを指している。

## 日本政治史
中華民国（台湾）の民主化前後で意味合いが異なる。

### 民主化以前
おおむね反共の立場からの、蔣介石率いる中華民国（中国国民党）政権に対して好意的な人物を指す。大日本帝国陸軍軍人の中には、日中戦争を通じて日本軍の実力を高く評価していた蔣の招聘により中華民国国軍の軍事顧問となった者もいる（白団）。
中華人民共和国の成立（1949年）により、占領下の日本は、大陸と台湾いずれかの政府との講和条約締結を迫られた。1950年の朝鮮戦争勃発により中国と米国の関係が決定的に悪化し、日本は1952年に台湾を選択して日華平和条約を締結する。日本では終戦時の蔣介石政府による寛大な処置に恩義を感じている層が大陸からの引き上げ者や元軍人に相当数おり、一種の蔣介石神話を形成していた。彼らの代表が保守派の政治家の中で親台湾派を形成した。一方で保守派の反主流派を中心に大陸中国との政治交流は続けられていた。1972年のニクソン訪中を境に同9月日中国交正常化がはかられたが、これ以降両岸問題は冷戦構造の拘束性のなかで国内政治にも投影され、親中派閥・親台派閥は在日華僑組織を含めた政治問題として存在した。

### 民主化以降
中華民国体制からの脱却と台湾独立を目指す台湾独立派及び台湾という国家に対して好意的な人物の事である。小林よしのりなどの反米保守派や渡部昇一などが有名であるが、親米保守にも阿川弘之、岡崎久彦などの親台派は存在する。北京政府が主張する（同時に国際連合でも確認された）「一つの中国」論は「中国の“覇権主義”」を是とするとして排する一方、「二つの中国」に関しても蔣介石時代の苛斂誅求肯定につながるとして否定。台湾を正式な国家として位置付け、自由・民主主義を共有する「戦略的パートナー」として共存共栄を目指すことを指す（＝価値観外交）。
石原慎太郎は東京都知事在任中の2000年5月20日に陳水扁総統の就任式出席のため訪台した際、「私は一つの中国。一つの台湾で良いと思う」と述べている。
2021年6月28日、中山泰秀防衛副大臣は、アメリカのシンクタンクであるハドソン研究所の講演で、｢台湾は友人ではない。我々は兄弟であり、家族だ｣と発言した。また、台湾を｢国家｣と表現した。

## アメリカ政治史
ケネディとニクソンが争った1960年アメリカ合衆国大統領選挙のテレビ討論会では台湾問題も主要な政治問題として論じられた。
1979年にアメリカは中華民国と国交を断絶したが、以後もアメリカの大統領府、国務省、国防総省などに長年にわたって一定数の親台湾派が存在しているといわれている。
ドナルド・トランプ政権ではその政策路線の主張から大統領補佐官のジョン・ボルトンを親台派とする分析がある。